# São Pedro de Veiga de Lila
São Pedro de Veiga de Lila ist eine Gemeinde (Freguesia) im portugiesischen Kreis Valpaços. In ihr leben 243 Einwohner (Stand 19. April 2021).